# Lista dos maiores empregadores
Os maiores empregadores do mundo incluem empresas, militares e governos.

## Maiores empregadores
Lista de 2022.
| Rank | Empregador                                     | Funcionários | País           | Referências |
| ---- | ---------------------------------------------- | ------------ | -------------- | ----------- |
| 1    | Ministério da Defesa (Índia)                   | 2,99 milhões | Índia          |             |
| 2    | Departamento de Defesa dos EUA                 | 2,93 milhões | Estados Unidos |             |
| 3    | Exército de Libertação Popular                 | 2,55 milhões | China          |             |
| 4    | Walmart                                        | 2,30 milhões | Estados Unidos |             |
| 5    | Amazon                                         | 1,61 milhão  | Estados Unidos |             |
| 6    | China National Petroleum                       | 1,45 milhão  | China          |             |
| 7    | Serviço Nacional de Saúde do Reino Unido (NHS) | 1,38 milhão  | Reino Unido    |             |
| 8    | Foxconn                                        | 1,29 milhão  | Taiwan         |             |
| 9    | Indian Railways                                | 1,21 milhão  | Índia          |             |
| 10   | Grupo Tata                                     | 1,02 milhão  | Índia          |             |

## Maiores empregadores privados e semiprivados
A classificação abaixo mostra as dez empresas do setor privado e semiprivado que mais empregos em todo o mundo, de acordo com uma lista publicada em 2020 pela revista Fortune. O Grupo Tata de empresas, que empregam coletivamente mais de 720.000 pessoas, não é listado pela Fortune como uma empresa única; as empresas são listadas individualmente. Do grupo, TCS emprega a maioria das pessoas, com 448.400 funcionários em 2020.
| Empresas privadas e semipúblicas com o maior número de funcionários do mundo | Empresas privadas e semipúblicas com o maior número de funcionários do mundo | Empresas privadas e semipúblicas com o maior número de funcionários do mundo | Empresas privadas e semipúblicas com o maior número de funcionários do mundo |
| Classificação                                                                | Empregador                                                                   | País                                                                         | Funcionários                                                                 |
| ---------------------------------------------------------------------------- | ---------------------------------------------------------------------------- | ---------------------------------------------------------------------------- | ---------------------------------------------------------------------------- |
| 1                                                                            | Walmart                                                                      | Estados Unidos                                                               | 2.300.000                                                                    |
| 3                                                                            | China National Petroleum Corporation                                         | China                                                                        | 1.344.410                                                                    |
| 4                                                                            | Amazon                                                                       | Estados Unidos                                                               | 1.335.000                                                                    |
| 5                                                                            | China Post Group                                                             | China                                                                        | 927.171                                                                      |
| 6                                                                            | State Grid                                                                   | China                                                                        | 907.677                                                                      |
| 7                                                                            | Indústria de Precisão Hon Hai (Foxconn)                                      | Taiwan                                                                       | 757.404                                                                      |
| 8                                                                            | Volkswagen                                                                   | Alemanha                                                                     | 671.205                                                                      |
| 9                                                                            | Compass Group                                                                | Reino Unido                                                                  | 596.542                                                                      |
| 10                                                                           | Grupo Sinopec                                                                | China                                                                        | 582.648                                                                      |
| 11                                                                           | Serviço postal dos Estados Unidos                                            | Estados Unidos                                                               | 565.021                                                                      |
| 12                                                                           | Accenture plc                                                                | Irlanda                                                                      | 569.000                                                                      |
| 13                                                                           | Tata Consultancy Services                                                    | Índia                                                                        | 509.058                                                                      |